# Ioupout II
Pour les articles homonymes, voir Ioupout.
Ioupout II (ou Auput II) est un souverain de la fin de la XXIIe dynastie : il est roi de Léontopolis, dans le delta du Nil, d'environ 735 à 715 AEC.

## Généalogie
Kitchen fait de Roudamon le père de Ioupout II tandis que Dodson et Hilton font de Tent-kat... son épouse.

## Nom de Nesout-bity
L'égyptologue britannique Kenneth A. Kitchen affirme que la stèle datée de l'an 21 de Mendès, qui représente le grand chef de Mâ, Smendès (V), fils de Hornakht (II) et dirigeant de Mendès, porte le nom d'Ioupout mais n'a pas de nom de Nesout-bity, ou prænomen. Cependant, la provenance égyptienne de la stèle peut être associée à plusieurs monuments au nom du roi « Ousermaâtrê Sétepenamon (ou Sétepenrê), Ioupout Sa-Bastet », ce qui signifie que le nom de trône d'Ioupout II était Ousermaâtrê-Sétepenamon, en plus de porter l'épithète Sa-Bastet comme beaucoup de rois de la XXIIe dynastie,.

## Règne

### Étendue du territoire
Ioupout II règne sur la ville de Léontopolis ainsi que celle de Tell el-Yahoudieh au nord d'Héliopolis. Son comput de règne est également utilisé à Mendès par le Chef de Mâ local Smendès (V), comme l'atteste une stèle datée de l'an 21 de son règne publiée en 1982,,. Un bracelet à son nom a été retrouvé au bras d'une momie d'un membre de l'élite enterré à Bouto.
Ioupout II a pour voisins divers rois et chefs de Basse et Moyenne-Égypte : les rois Nimlot III d'Hermopolis, Peftjaouaouibastet d'Héracléopolis et Sheshonq V puis Pétoubastis II et enfin Osorkon IV de Bubastis-Tanis et les chefs Tefnakht de Saïs, Bakennefy puis son fils Padiaset d'Athribis, Shéshonq puis son fils Pmouï de Bousiris, Smendès (V) puis Djedamoniouefânkh de Mendès et son fils le général Ânkhhor à Hermopolis Parva, Akanash de Sebennytos et Patjenfy de Per-Sopdou ainsi que quelques chefs moins importants. La région thébaine est dirigée directement par les Koushites et leur roi Piânkhy.

### Début de règne
Ioupout II commence à régner vers 735 AEC en concurrence du roi Sheshonq V de Bubastis-Tanis qui semble contrôler le territoire avant cela.

### La campagne de Piânkhy

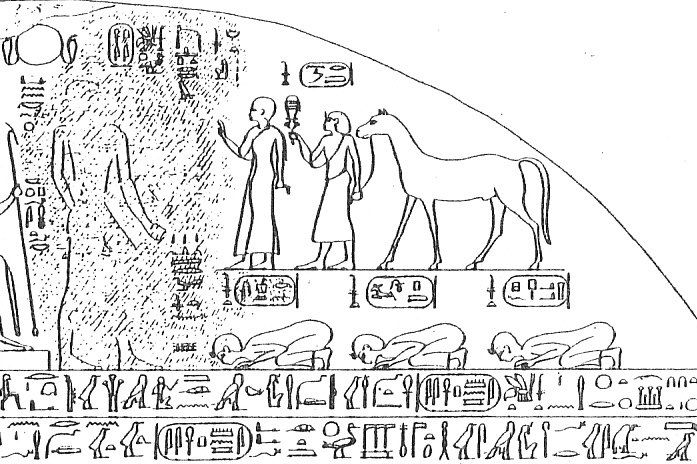
Partie droite du cintre de la stèle des victoires de Piânkhy, Ioupout est le roi du milieu parmi les trois rois en prosternation.

Ioupout II est entré dans une coalition menée par Tefnakht dont l'objectif principal semble être la lutte contre l'expansion koushite. Cette coalition s'attaque en premier lieu au domaine de Peftjaouaouibastet, allié de Piânkhy, en prenant diverses villes au nord de Héracléopolis puis à la ville elle-même, qu'elle n'arrive pas à prendre, malgré le retournement de Nimlot III, ex-allié de Piânkhy. Ce dernier lance alors son armée vers Héracléopolis et Memphis, où se trouve une partie importante de l'armée coalisée. Là, Piânkhy vainc la coalition. Peu de temps après, accompagné d'autres rois et chefs de la coalition, Ioupout II se soumet une première fois à Piânkhy dans la ville d'Héliopolis. Piânkhy accepte leur soumission, mais Ioupout et la plupart des dirigeants ne sont pas autorisés à pénétrer dans l'enceinte royale parce qu'ils ne sont pas circoncis et ont mangé du poisson, deux abominations aux yeux des Koushites,,. Après une intervention dans le Delta, Ioupout II rencontre à nouveau Piânkhy à Athribis où il fait acte de soumission une seconde fois. Ces éléments sont relatés dans la stèle des victoires de Piânkhy datée de l'an 21 de ce roi (soit 723 AEC). Comme l'indique la stèle, si les rois et chefs se soumettent, ils sont toutefois autorisés à conserver leur domaine respectif, ce qui sera source d'ennuis pour les successeurs de Piânkhy.

### Fin de règne
Le règne d'Ioupout II semble se terminer avec la prise de contrôle de son territoire par Bakenranef de la XXIVe dynastie, c'est-à-dire avant la campagne de Chabataka, voit aux environs de 715 AEC.

## Monuments
La stèle mendésienne d'Ioupout II est datée de sa 21e année. D'autres monuments ou objets de son règne comprennent une « statue-base d'Ousimarê Sétepenamon, Ioupout Méryamon Sa-Bastet de Tell el-Yahoudieh, une plaque vitrée, maintenant au Brooklyn Museum, et une porte-charnière en bronze de Tell Moqdam (Léontopolis) portant les titres identiques du roi, avec [une] mention de la reine, Tent-kat..., et quelques épithètes obscures »,.

### La plaque archaïsante de IoupoutII
La plaque du Brooklyn Museum est particulière, car elle représente Ioupout II dans un style qui diffère beaucoup des standards de la Troisième Période intermédiaire : au lieu d'avoir une silhouette élancée et allongée, Ioupout est plus petit et plus musclé, une proportion qui n'est pas sans rappeler l'art de l'Ancien Empire,. Pour cette raison, la plaque a été considérée comme la preuve que les tendances archaïsantes, qui étaient censées provenir de la Nubie et s'être répandues en Égypte pendant la XXVe dynastie, sont en fait plus anciennes, et originaires du delta du Nil, avec des artistes koushites (et plus tard saïtes) adoptant une tendance déjà existante,,.